# Elizabeth Loaiza Junca
Elizabeth Loaiza Junca (Cali, Colombia; 7 de enero de 1989) es una modelo, influenciadora, reina de belleza y ocasional actriz colombiana, reconocida por haber ganado el certamen Miss Mundo Colombia en 2006, por su aparición en la portada de diversas revistas como SoHo, TV y Novelas y Playboy, y por su asociación con el partido político Colombia Renaciente.

## Biografía

### Modelaje y concursos de belleza
Loaiza nació en Cali en 1989. Desde muy pequeña empezó a aparecer en campañas publicitarias, convirtiéndose en la imagen de la línea Leonisa Tiny a mediados de la década de 1990 de la marca de ropa interior Leonisa. A sus 17 años fue escogida como la imagen oficial del evento de moda Cali Exposhow y en 2006 representó al departamento del Valle del Cauca en el certamen de belleza Miss Mundo Colombia.
Luego de coronarse ganadora del concurso, representó a su país en Miss Mundo 2006 celebrado en Varsovia. Tras su participación en el certamen, se dedicó a realizar campañas publicitarias como modelo para diversas marcas. Durante este periodo, apareció en las páginas de algunas publicaciones como SoHo, Playboy México y TV y Novelas, entre otras.

### Carrera política, otros proyectos y actualidad
Luego de participar en los programas de telerrealidad Desafío 2013: África, el origen, Desafío 2014: Marruecos y en otras producciones para cine y televisión, en 2019 se unió a Colombia Renaciente, un partido político de centro fundado en 2018. Respaldada por la dirigente política Clara López, hizo parte de una lista para aspirar por el Concejo de Bogotá, sin embargo, su partido no pudo lograr ninguna curul tras los comicios.
En agosto de 2020, Loaiza anunció a través de sus redes sociales que estaba sufriendo cáncer de útero, producido por un embarazo molar hidatiforme completo. Acto seguido, afirmó que había empezado un tratamiento de quimioterapia para controlar la enfermedad.